# ریجوود هایتس (کالیفرنیا)
ریجوود هایتس (به انگلیسی: Ridgewood Heights) یک منطقهٔ مسکونی در ایالات متحده آمریکا است که در شهرستان هامبولت، کالیفرنیا واقع شده‌است. ریجوود هایتس ۱۲۷ متر بالاتر از سطح دریا واقع شده‌است.